# أكيرا كودو
أكيرا كودو (باليابانية: 工藤章؛ بالكانا: くどう あきら) هو مصارع رياضي ياباني، ولد في 1954 في إيواته في اليابان.

## وصلات خارجية
- أكيرا كودو على موقع قاعدة بيانات المصارعة الدولية (الإنجليزية)
- أكيرا كودو على موقع أوليمبيديا (الإنجليزية)